# 空軍二號

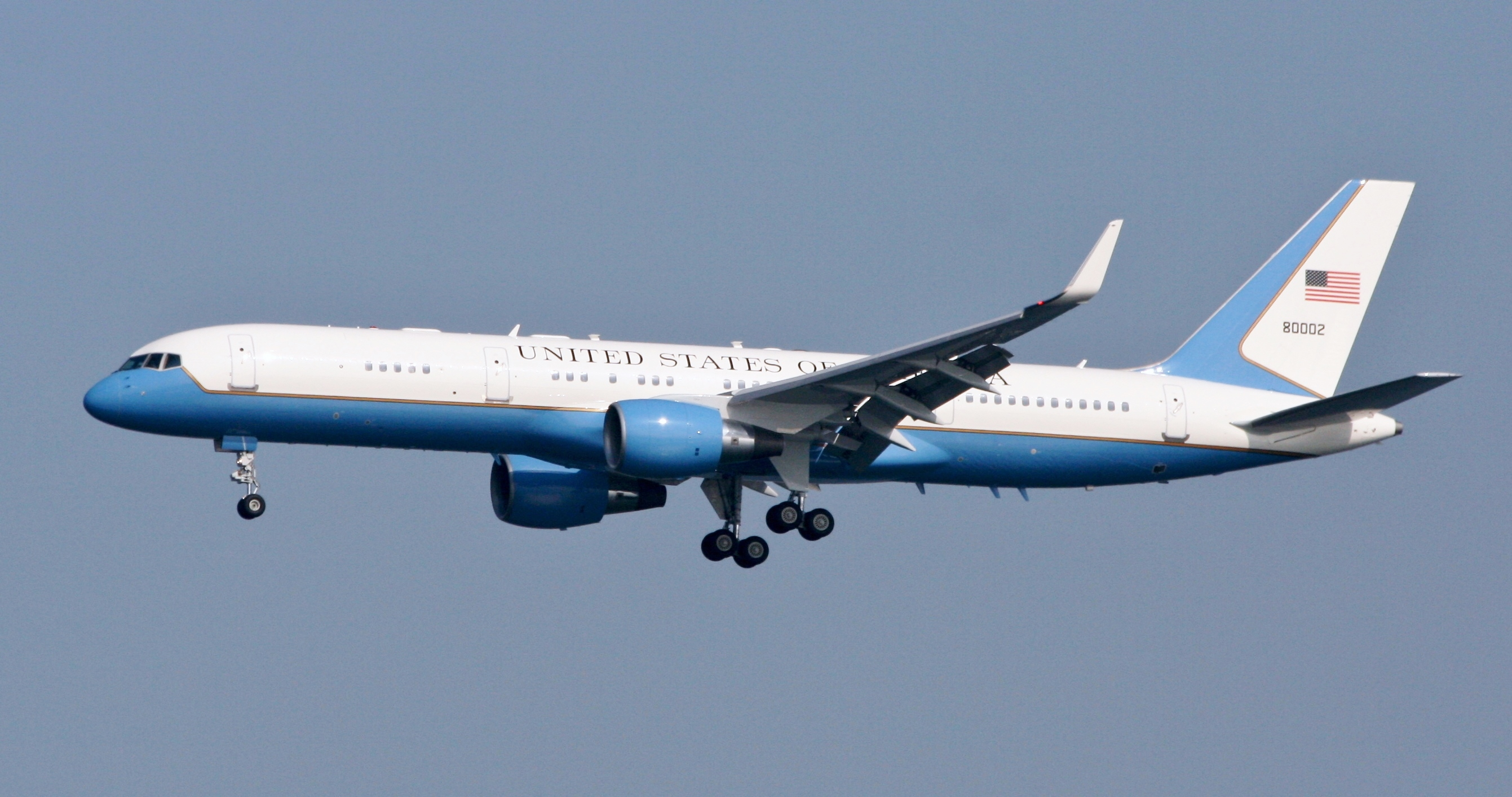
波音C-32——美國副總統的專機

空軍二號（英語：Air Force Two），是任何接載着美国副总统的空軍飛機的航空無線電台呼號。目前美國副總統最常用的是一架波音C-32飛機（波音757的改裝版）。其他曾使用的飛機型號包括：波音C-40剪刀、灣流III、灣流V和灣流G550等等。

## 傳聞
有謠言指出美國副總統是不能與總統搭同一趟班機的，但事實上是沒有明文規定。只是總統和副總統各有大量人力物力支援，讓總統跟副總統乘坐同一班機是不合乎經濟邏輯和無需要的。

## 流行文化
惡魔獵人 Devil May Cry